# Раабе, Гедвига
Гедвига Раабе (нем. Hedwig Raabe; 3 декабря 1844, Магдебург — 20 апреля 1905, Берлин) — популярная в своё время немецкая актриса

 театра.
В начале своей творческой карьеры Гедвига Раабе выступала на сценах Гамбурга и Берлина. В 1864 году Раабе была приглашена в столицу Российской империи город Санкт-Петербург. В 1871 году вышла замуж за оперного певца и тенора Альберта Нимана.
Гедвига Раабе пользовалась огромным успехом у театралов в амплуа наивной девушки — инженю. Актёрская игра Гедвиги отличалась живым реализмом, глубиной чувства и естественностью. Позднее Раабе выступала в классических театральных пьесах (в роли Марианны в «Geschwistern» Гёте, Франциски в «Минна фон Барнгельм»).